# ナーナー駅
ナーナー駅（ナーナーえき、タイ語:สถานีนานา）はタイ王国バンコク都ワッタナー区とクローントゥーイ区の境界線上にある、バンコク・スカイトレイン（BTS）スクムウィット線の駅。駅番号は「E3」。

## 歴史
- 1999年12月5日 - スクムウィット線1期区間として、駅が開業。

## 駅構造

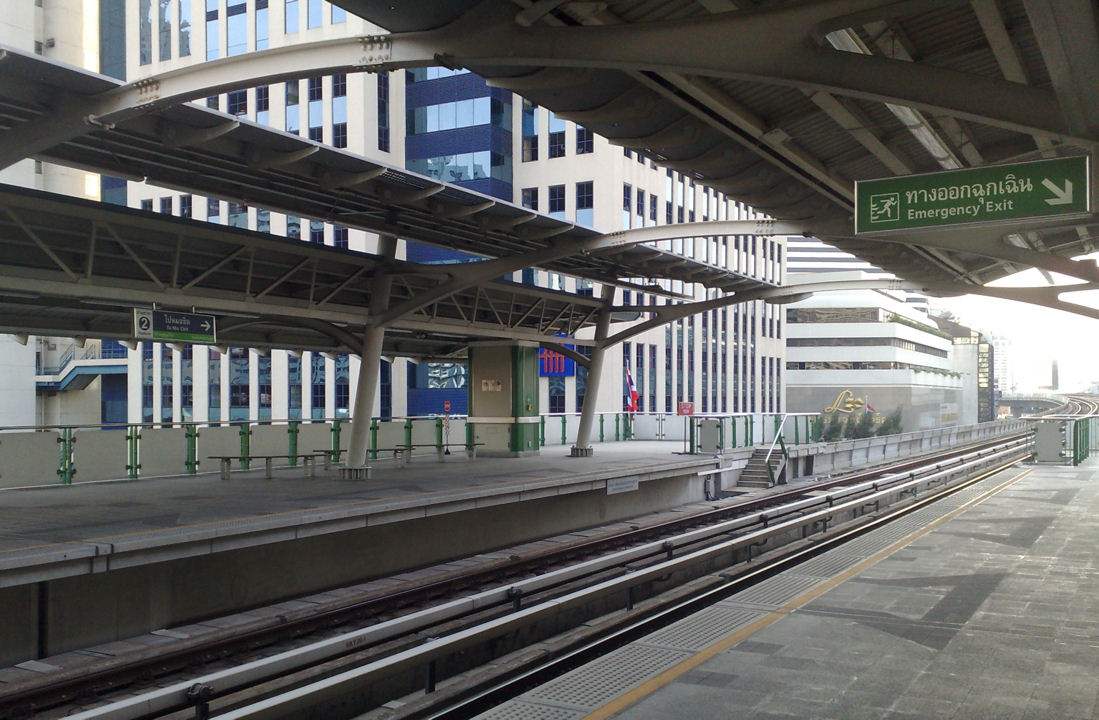
ホーム

スクムウィット通りの直上にある高架駅。U2階がコンコース・改札階、U3階がホーム階である。ホームは幅20メートル、長さ150メートルの相対式2面2線を有する。

### のりば
| 番線 | 路線              | 行先                                 |
| ---- | ----------------- | ------------------------------------ |
| 1    | ■スクムウィット線 | アソーク・エカマイ・ケーハ方面       |
| 2    | ■スクムウィット線 | サイアム・パヤータイ・クーコット方面 |

## 駅周辺

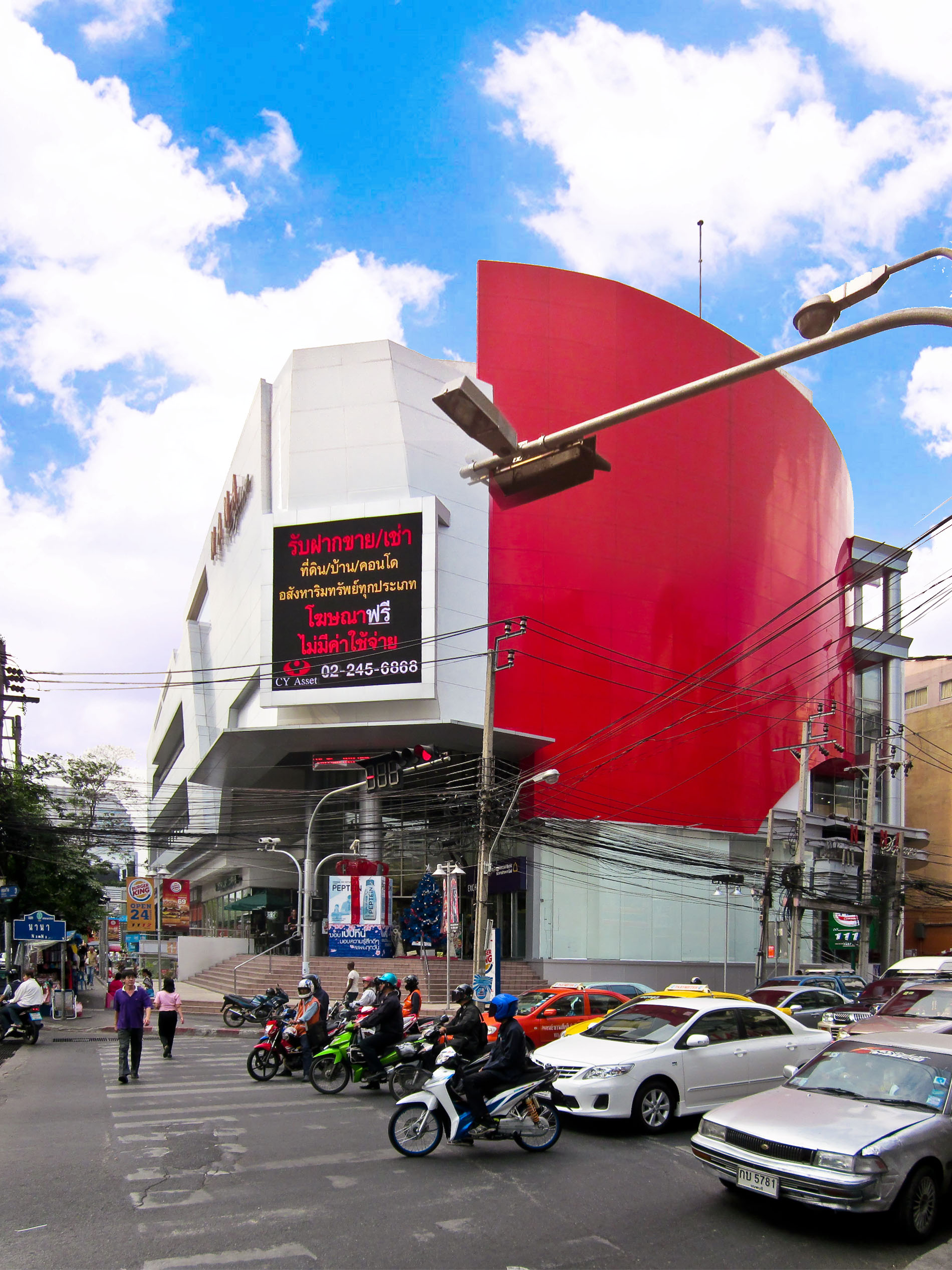
ナーナー交差点

駅周辺はバンコク有数の歓楽街になっており、特に夕方から深夜にかけて、観光客と露天、屋台でごった返す。中でもナーナー・エンターテイメント・プラザ（ナナ・プラザ）は３階建のコの字型をした建物に無数のゴーゴーバーがひしめく、バンコク有数の風俗ビルである。
また観光地ということでホテルも多数林立しており、特に欧米人の利用が多い。そのためか、欧米人に人気のあるオープンバーやオープンレストランも数多くある。
その他に周辺はインド人街、アラブ人街になっており、タイとはかなり違う雰囲気も楽しむことができる。
また、スクムウィット通りは終日渋滞しており、このあたりから移動する際には極力BTSを利用することを勧める。

### スクムウィット通り
- ランドマークホテル・ショッピングセンター

- ソイ1
  - バムルンラート病院
  - ソムチャートタイ語学校

- ソイ2
  - JWマリオット・ホテル・バンコク（BTSプルーンチット駅との中間あたり）
  - プルンチット・センター

- ソイ3
  - アラブ人街
  - ナナスクエア
  - グレース・ホテル
  - 日本大使公邸
  - パキスタン大使館
  - カシコーン銀行
  - ゼニススクンビット・ホテル
  - マイクスプレイス・ホテル
  - セブン・イレブン（右側）

- ソイ4
  - ナーナー・エンターテイメント・プラザ
  - ナーナー・ホテル
  - ラジャ・ホテル
  - ホワイトイン・ホテル
  - クルンタイ銀行
  - セブン・イレブン（右側に2軒）

- ソイ5
  - アラブ人街
  - ロイヤルベンジャ・ホテル
  - アマリ・ホテル
  - ポーランド大使館
  - フードランド（スーパーマーケット）
  - Nai Lert ビル
  - セブン・イレブン（左側）

- ソイ6
  - グランド スクンビット バイ ソフィテル

- ソイ7
  - プーファショップ（タイ語版）

- ソイ9
  - サブウェイ

- ソイ10
  - コリアン・タウン
  - チュービットガーデン（タイ語版、英語版）

- ソイ11
  - アンバサダーホテル
  - グランド・プレジデント (Grand Presidet)
    - 卯月（日本料理）

- ソイ13
  - アンバサダーホテル

- ソイ19（アソーク駅近く）
  - ロビンソン・デパート
  - ウエスティン・ホテル

## 隣の駅
バンコク・スカイトレイン
■スクムウィット線
プルンチット駅 (E2) - ナーナー駅 (E3) - アソーク駅 (E4)